# Johann Michael Möller
Johann Michael Möller (geboren 20. September 1955 in Bönnigheim) ist ein deutscher Journalist.

## Leben
Johann Michael Möller ist ein Sohn des nationalsozialistischen Schriftstellers Eberhard Wolfgang Möller. Er besuchte das Gymnasium in Bietigheim-Bissingen und studierte 1974 bis 1982 Germanistik, Geschichte und Ethnologie an der Universität Stuttgart und an der Universität Frankfurt am Main. Von 1980 an arbeitete er bei der Frankfurter Allgemeinen Zeitung (FAZ) und war dort
ab 1985 als Redakteur im Ressort Geisteswissenschaft zuständig für Neue Sachbücher. 1990 wurde er Landeskorrespondent der FAZ für Thüringen und Sachsen.
Möller ging 1992 als Hauptabteilungsleiter Fernsehen zum neugegründeten Mitteldeutschen Rundfunk (MDR) in Erfurt. 1995 wechselte er zum Zweiten Deutschen Fernsehen (ZDF) als Moderator beim Magazin Kennzeichen D.
Möller arbeitete von 1998 bis 2006 bei der Tageszeitung Die Welt, ab 2000 als stellvertretender Chefredakteur der Welt und der Berliner Morgenpost. Von 2006 bis 2016 war er Hörfunkdirektor beim Mitteldeutschen Rundfunk.
Möller wurde 2017 von dem deutsch-russischen Forum Petersburger Dialog zum Herausgeber von dessen Zeitung Petersburger Dialog bestellt und ist seit 2020 verantwortlich für „Karenina. Petersburger Dialog Online“.

## Schriften (Auswahl)
- Der Osten. Eine politische Himmelsrichtung. zu Klampen Verlag, Springe 2019, ISBN 978-3-86674-592-6